# A világ legjobb párosa (Így jártam anyátokkal)
A világ legjobb párosa az Így jártam anyátokkal című televízió-sorozat második évadának ötödik epizódja. Eredetileg 2006. október 16-án vetítették, míg Magyarországon 2008. november 7-én.
Ebben az epizódban Lily egy időre Barneyhoz költözik, aminek nem várt következményei lesznek. Marshall egyre több időt tölt egyetemi cimborájával, Braddel, amit sokan furcsának tartanak.

## Cselekmény
Lily új lakásba költözik, de az szó szerint egy kis lyuk. Ted és Robin látják a problémáját, de nem tudnak neki segíteni: Ted Marshall-lal él egy fedél alatt (és mivel hivatalosan külön vannak, ez nem jöhet szóba megoldásként), Robinnak pedig több kutyája is van, amikre Lily allergiás. Arra kérik Barneyt, hogy fogadja be őt a lakásába, amit még egyikük sem látott, amit ő azonnal visszautasít. Ted megsajnálja Lilyt, amikor még a fal is leomlik a lakásban, ezért odaadja neki Barney lakásának pótkulcsait. Aznap este, amikor Barney hazatér, ott találja Lilyt a kanapéján. Nagy nehezen beleegyezik, hogy két napig maradhat, de csak akkor, ha nem nyúl semmihez és nem változtat meg semmit. Ez nem teljesül, ugyanis Lily bevásárol, ami felbosszantja őt, mondván, ha azt szeretné, hogy tele legyen a hűtője és minden reggel friss kávé várja, akkor kapcsolatban élne.
Ezután körbevezeti Lilyt a lakásban, ami úgy van berendezve, hogy az egyéjszakás kalandok után egy nőjének se jusson eszébe tovább ottmaradni. A nagyméretű ágyában egy takaró van és egyetlen párna, a vécéülőke mindig felhajtódik, és egy egész pornógyűjteménye van egy díszpolcon. Barney úgy véli, hasznát veheti Lilynek, aki eljátszhatná, hogy ő a felesége, és elijeszthetné a randijait. Beleegyezik, hogy maradjon, de Lily csak azzal a feltétellel megy bele, ha egy kicsit változtathat a lakáson a hitelesség kedvéért (hogy egy nő is lakik ott). Aztán amikor egyik reggel egy ágyban ébrednek, teljesen véletlenül, Barney megretten, mert úgy érzi, mintha kapcsolatban élne. Lilynek el kell hagynia a lakást, de bármit magával vihet, amit csak szeretne.
Mindeközben Marshall az egyedülálló lét nehézségeivel szembesül. Vett két jegyet Alanis Morrisette koncertjére, mikor még együtt voltak Lilyvel, most viszont már nincs kivel elmennie. Kapóra jön, hogy Brad, az egyetemi haverja frissen lett egyedülálló, és szívesen elmenne vele. A koncert után még elmennek villásreggelizni, sőt még egy Broadway színielőadásra is, és ezek a dolgok olyanok, hogy Ted és Robin komolyan elkezdenek gyanakodni, hogy nem csak arról van szó, hogy két tesó együtt lóg. Amikor együtt vacsoráznak, Marshall is kezdi úgy érezni, hogy olyan, mintha ők ketten lennének kapcsolatban: Brad állja a számlát, felsegíti rá a kabátot, és még egy esküvőre is megkéri, hogy menjen el vele Vermontba. Amikor az esküvő kapcsán elmegy Bradhez, látja, hogy virágokat szorongat a kezében. Marshall tisztázni akarja a helyzetet, de kiderül, hogy a virág egy lánynak van – Brad túllépett a szakításán. Marshall megnyugszik a dolog miatt, és hogy az egésznek már nincs homoszexuális felhangja, mígnem egy újabb kínos jelenet történik köztük, ezúttal Ted jelenlétében.

## Kontinuitás
- Amikor Lily megkérdezi Barneytól, hogy miből van pénze fenntartani a lakását, ő megint csak annyit válaszol: "Kérlek!"
- A lakás, ahol Lily lakik, egy pillanatig látható volt "A skorpió és a varangy" című részben.
- Brad az előző epizódban jelent meg először, akivel akkor szakított a barátnője.

## Jövőbeli visszautalások
- Lily megemlíti, hogy Barneynak van egy szobája, csak az öltönyöknek. Ez a "Nők versus Öltönyök" című részben látható.
- A "Blitz-adás" című részből is kiderül, hogy Barney lakása alkalmatlan arra, hogy ott főzzenek. Bár ott a konyha papírmaséból van, itt pedig láthatóan rendesen és használatra készen be van rendezve.
- Marshall és Brad abban a kávézóban ülnek, ahol a "Szemét-sziget" című részben Robin hazugsága alapján Nora éppen randizik; majd "A Stinson-rakétaválság" című részben csakugyan ott is van.
- Az "Ajánlom magamat" című részben Brad és a barátnője megint szakítanak. Ennek köszönhetően (akárcsak Barney) kiöltözött és hazudozni kezdett a nőknek, hogy csak elcsábítsa őket. Ezt a képességét kihasználva kéredzkedett be Marshallék cégéhez, hogy a "12 tüzes asszony" című részben megpróbálja megnyerni a pert ellenük.
- Brad a "Definíciók" című részben megpróbálja felszedni Robint.
- A hely, ahol Marshall és Brad villásreggeliztek, ugyanaz, ahol Ted és Stella voltak a "Csodák" című részben, és ahol Nora és a szülei ettek a "Szívzűrök" című részben.
- "Az erőd" című részből további piszkos trükkök derülnek ki, amelyekkel Barney megszabadul a nőktől.
- "A terasz" című részben Barney azt állítja, hogy pizsamaöltönyben alszik otthon. Ebben a részben azonban ez megcáfolásra kerül.

## Érdekességek
- Ted meglepődik, amikor meglátja Lily lakását, pedig "A skorpió és a varangy" című részben már jártak itt.
- Barney lakásában a korai epizódokban még egy életnagyságú klónkatona figurája látható a Star Wars-ból, akit ő rohamosztagosnak nevez, tévesen. A későbbi részekben Barney le is cseréli ezt egy igazi rohamosztagosra.
- Ebben az epizódban Barney lakása is kicsit másként néz ki, ugyanis a bal oldalon ekkor még ott van egy folyosó, ami később már eltűnik, és a fal van a helyén. A hálószobában ekkor még 2 ajtó van, és az egyik a fürdőszobába vezet – később már csak egyetlen ajtó van itt, és Barney itt tartja az öltönyeit.
- Robin megemlíti, hogy Lily allergiás a kutyákra, miközben más epizódokban egészen jól elvan velük.
- Lily litván szomszédja egész pontosan azt mondja: "ostoba nő, elaltatlak, mint egy döglődő lovat" (durna mergina, aš tave numarinsiu kaip dvėsiantį žirgą).

## Vendégszereplők
- Joe Manganiello – Brad
- Aisha Kabia – Kara
- Valerie Azlynn – Dawn

## Zene
- Islands – Don’t Call Me Whitney, Bobby
- ABBA – Fernando